# Виттихен
Виттихен (нем. Wittichen) — населённый пункт в Германии, входит в состав коммуны Шенкенцелль на земле Баден-Вюртемберг.

## История
В 1291 году в Виттихене родилась основательница Виттихенского монастыря Луитгард. Монастырь был основан в 1324 году. В 1498 году Виттихен перешел в руки Фюрстенберга. Монастырь был разрушен пожаром в 1643 году. Реконструкция монастырских построек продолжалась до 1681 года. Виттихен был секуляризован в 1803 году.

## Горное дело
Горное дело в Виттихене велось веками. В основном добывались серебро и кобальт. Встречаются такие минералы как эритрит, Heinrichit, Metazeunerit, Emplectite, MIXIT, висмут и Wittichenit а также вторичные образования Atelestit, Eulytin, Lavendulan и Walpurgin
Неизвестно, с каких пор в Виттихене началась добыча полезных ископаемых. Самый старый из сохранившихся документов, свидетельствующий об открытии карьеров, датируется 1517 годом и гарантирует шахтерам привилегию беспошлинно импортировать продукты питания и быть освобожденными от налогов.
Вероятно к началу 17 века горное дело в Виттихене пришло в упадок по причине выработки известных в то время месторождений.
Затем князь Антон Эгон фон Фюрстенберг, обеспечил возобновление работ на карьерах. Для исследования рудных месторождений были вызваны специалисты из Саксонии. После их положительного заключения, добыча началась снова с упором на кобальт.
Из архивов известно, что мастер Антон Фишер и его товарищи-торговцы из Нюрнберга обеспечили монополию на добычу кобальта и построили завод синих красок недалеко от Виттихена за 6000 гульденов. Однако поначалу попытки получить там кобальтовые краски не увенчались успехом. После этого мастер Зигварт, работавший на стекольном заводе Генгенбахера, был отправлен в Саксонию в качестве промышленного шпиона. Благодаря изученным методам производства было налажено производство краски и в Виттихене. Завод по производству красок и добыча кобальта обеспечили приток квалифицированных рабочих, в основном из Саксонии. Для их размещения было построено общежитие — Цехенхаус .
В 1729 году был обнаружен высокодоходный серебряный пролом, и по этому случаю был даже отчеканен памятный талер. В 1736 году в Софья-шахте снова были обнаружены высокодоходные месторождения серебра и кобальта. Софья-шахта стала самым важным и самым прибыльным рудником в долине Кинциг.
Поскольку месторождения кобальта в Виттихене больше не могли удовлетворить потребности по производству синих красок, с 1740 года кобальт импортировался из Испании. В 1742 году голландские торговые партнеры снизили цены, указав на более выгодные предложения саксонской конкуренции. Покрасочная фабрика в Нордрахе также конкурировала с лакокрасочной фабрикой в Виттичене с 1750 года. Дорогой и некачественный импорт кобальта также нанес ущерб предприятию.
В 1816 году работы на Софийской шахте пришлось прекратить. Он принес своим операторам в общей сложности 555 663 гульдена. Kinzigtäler Bergwerkverein был основан в 1826 году, который в 1834 году вместе с другими компаниями превратился в Badischer Bergwerksverein. Целью было возродить горное дело в Шварцвальде. Примерно с 1850 года Горная ассоциация Кинцигтала преследовала ту же цель. Она возобновила работу шахты Sophia под названием Wheal Capper, но в 1856 году ей пришлось отказаться от своей работы. На этом история горного дела в Виттихене закончилась. Красочная установка также не смогла выжить в долгосрочной перспективе: в 1837 году компания Doertenbach была вынуждена продать малярную фабрику после того, как разработка искусственных ультрамариновых красок окончательно сделала переработку кобальта невыгодной.
В 1930-х годах Общество минералогических исследований исследовало различные карьеры в Виттихене, но это не привело к возобновлению добычи полезных ископаемых. После Второй мировой войны особый интерес вызвали урановые месторождения. Франц Кирххаймер и Отто Лейбле исследовали месторождения Виттихена. Лейбле сначала попытался заинтересовать американские оккупационные силы во Франкфурте добычей урана, затем в 1951 году он подал заявку на получение лицензии на разведку. Однако это встревожило комиссию Виттихена при Университете Фрайбурга, которая также проводила исследования в Виттихене с 1948 года, и было ясно дано понять, что разрешения на разработку не будет.

## Экономика и инфраструктура
Опытная специализированная клиника Виттихена существует с 1992 года и была включена в план больниц земли Баден-Вюртемберг в 1994 году. Она специализируется на абстиненции лечения.

## Стоит посмотреть

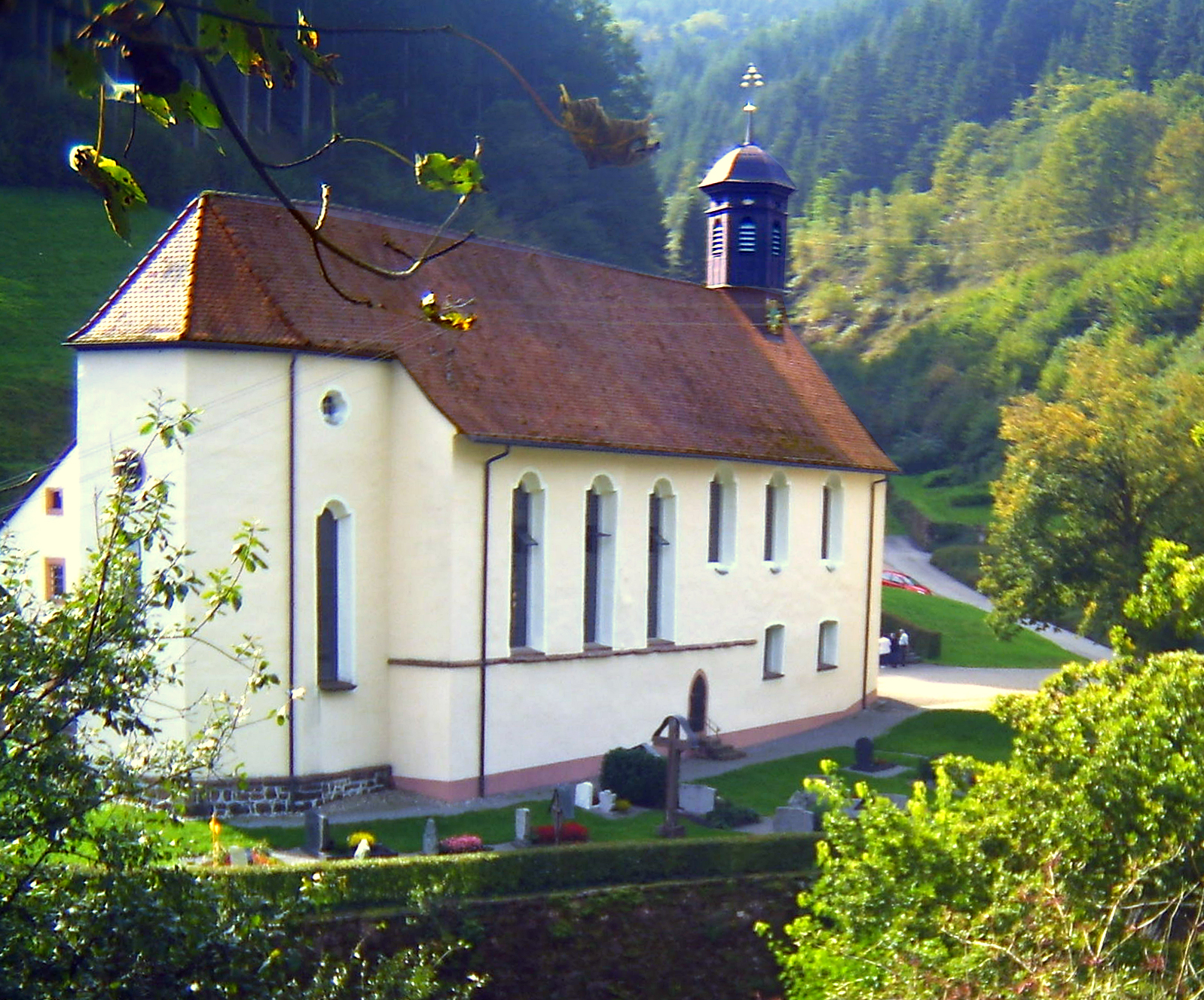
Монастырская церковь с кладбищем

- Виттиченский монастырь с монастырским музеем, в котором собраны экспонаты по истории монастыря и горного дела.
- Несколько отвалов периода добычи все ещё присутствуют и z. Т. доступный
- Геологическая природная тропа Виттихен